# Achilles Uffenbach

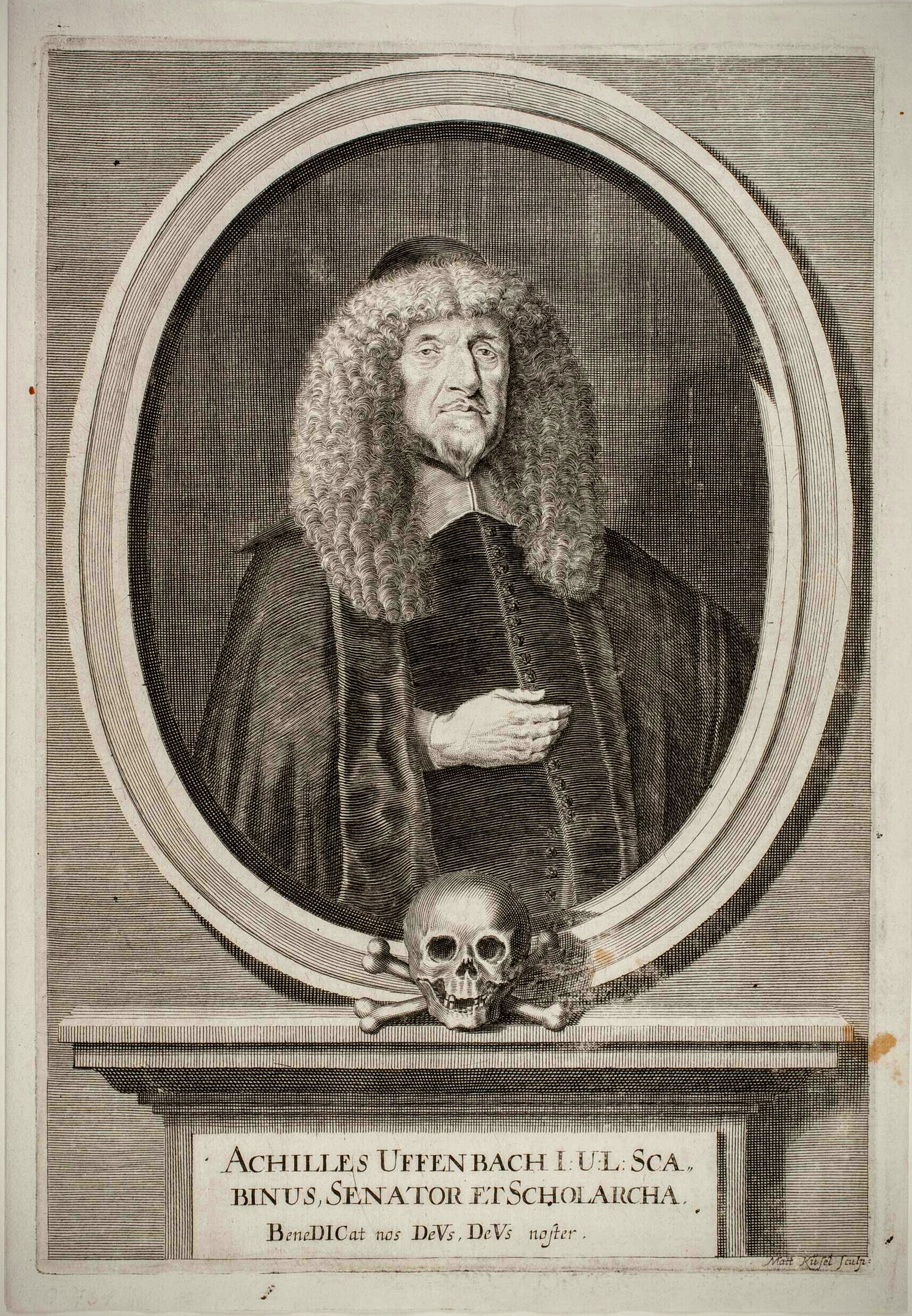
Achilles Uffenbach

Achilles Uffenbach (seit 1677 Achilles von Uffenbach) (* 17. Januar 1611 in Frankfurt am Main; † 4. Dezember 1677 ebenda) war Jurist und Jüngerer Bürgermeister in der Reichsstadt Frankfurt.

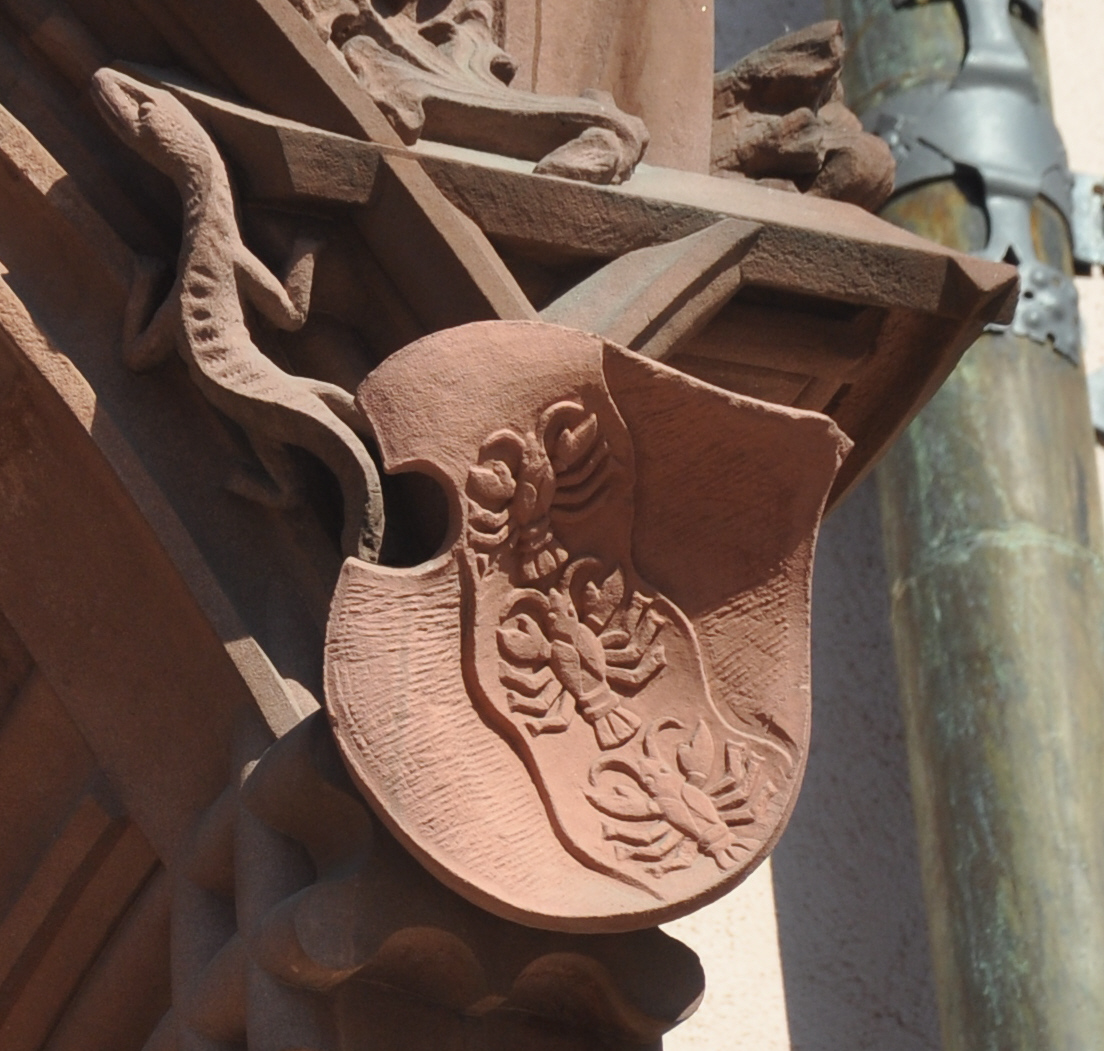
Familienwappen Uffenbach am Römer (Frankfurt am Main): Drei Krebse auf einem Bach

## Leben

### Herkunft
Uffenbach entstammte der 1610 geschlossenen Ehe des promovierten Frankfurter Arztes und Stadtphysikus Peter Uffenbach (1566–1635) und der Maria Salome geborene Birtsch. Der Vater war der Sohn des Frankfurter Steindeckers Peter Uffenbach († um 1598) aus Wetzlar, der um 1550 in Frankfurt einwanderte und 1552 die Goldschmiedstochter Lucrezia geb. Fleck heiratete. Achilles Uffenbachs Mutter war die Tochter des Straßburger Ratsherrn Daniel Birtsch.
Der Vater Peter Uffenbach war 1614 in die Frankfurter Patriziergesellschaft Zum Frauenstein aufgenommen worden. 1631 wurde Peter Uffenbach von Kaiser Ferdinand II. geadelt, doch erst Sohn Achilles erhielt 1677 das zusätzliche Adelsprädikat „von“.

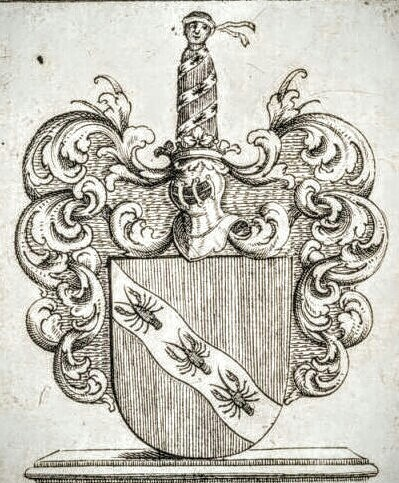
Wappen derer Uffenbach

### Familie
Achilles Uffenbach heiratete 1637 Anna Ottilia Weickhard, die Tochter des Arztes und Frankfurter Stadtphysicus Arnold Weickard, der zuvor auf Burg Neu-Bolanden als Leibarzt der Anna Margaretha, Witwe des Herzogs Reichard von Pfalz-Simmern-Sponheim wirkte. Der gemeinsame Sohn, Zacharias Conrad von Uffenbach wurde ebenfalls Jüngerer Bürgermeister, der mittlere Sohn Johann Balthasar von Uffenbach wurde ebenfalls Frankfurter Ratsherr. Der Sohn Johann Christoph von Uffenbach wurde Reichshofrat.

### Ausbildung und Wirken
Er studierte ab dem 11. April 1629 an der Universität Straßburg und ab dem 1. Mai 1632 an der Universität Marburg Rechtswissenschaften. 1635 erwarb er in Marburg das Lizentiat. Seit 1661 war er als Senator Ratsmitglied in Frankfurt und wurde 1668 Jüngerer Bürgermeister. Auch war er Schöffe und Scholarch in der Reichsstadt.